# Proosten (Guus Meeuwis)
Proosten is een single uit 2007 van de Nederlandse zanger Guus Meeuwis. Het is de tweede single van het album Hemel Nr. 7.

## Hitnoteringen
| Positie: | 27 | 7 | 3 | 4 | 7 | 11 | 15 | 26 | 28 | 31 | uit |

| "Proosten" in de Nederlandse Single Top 100 binnen: 25-08-2007 | "Proosten" in de Nederlandse Single Top 100 binnen: 25-08-2007 | "Proosten" in de Nederlandse Single Top 100 binnen: 25-08-2007 | "Proosten" in de Nederlandse Single Top 100 binnen: 25-08-2007 | "Proosten" in de Nederlandse Single Top 100 binnen: 25-08-2007 | "Proosten" in de Nederlandse Single Top 100 binnen: 25-08-2007 | "Proosten" in de Nederlandse Single Top 100 binnen: 25-08-2007 | "Proosten" in de Nederlandse Single Top 100 binnen: 25-08-2007 | "Proosten" in de Nederlandse Single Top 100 binnen: 25-08-2007 | "Proosten" in de Nederlandse Single Top 100 binnen: 25-08-2007 | "Proosten" in de Nederlandse Single Top 100 binnen: 25-08-2007 | "Proosten" in de Nederlandse Single Top 100 binnen: 25-08-2007 | "Proosten" in de Nederlandse Single Top 100 binnen: 25-08-2007 | "Proosten" in de Nederlandse Single Top 100 binnen: 25-08-2007 | "Proosten" in de Nederlandse Single Top 100 binnen: 25-08-2007 | "Proosten" in de Nederlandse Single Top 100 binnen: 25-08-2007 | "Proosten" in de Nederlandse Single Top 100 binnen: 25-08-2007 |
| Week:                                                          | 1                                                              | 2                                                              | 3                                                              | 4                                                              | 5                                                              | 6                                                              | 7                                                              | 8                                                              | 9                                                              | 10                                                             | 11                                                             | 12                                                             | 13                                                             | 14                                                             | 15                                                             |                                                                |
| -------------------------------------------------------------- | -------------------------------------------------------------- | -------------------------------------------------------------- | -------------------------------------------------------------- | -------------------------------------------------------------- | -------------------------------------------------------------- | -------------------------------------------------------------- | -------------------------------------------------------------- | -------------------------------------------------------------- | -------------------------------------------------------------- | -------------------------------------------------------------- | -------------------------------------------------------------- | -------------------------------------------------------------- | -------------------------------------------------------------- | -------------------------------------------------------------- | -------------------------------------------------------------- | -------------------------------------------------------------- |
| Positie:                                                       | 5                                                              | 5                                                              | 1                                                              | 3                                                              | 3                                                              | 11                                                             | 17                                                             | 24                                                             | 26                                                             | 32                                                             | 44                                                             | 54                                                             | 67                                                             | 72                                                             | 79                                                             | uit                                                            |

### NPO Radio 2 Top 2000
| Nummer met noteringen in de NPO Radio 2 Top 2000 | '09  | '10 | '11  | '12  | '13  | '14 | '15  | '16 | '17  | '18  | '19  | '20  | '21  | '22  | '23  | '24  |
| ------------------------------------------------ | ---- | --- | ---- | ---- | ---- | --- | ---- | --- | ---- | ---- | ---- | ---- | ---- | ---- | ---- | ---- |
| Proosten                                         | 1312 | -   | 1592 | 1734 | 1779 | -   | 1619 | -   | 1960 | 1464 | 1521 | 1659 | 1658 | 1859 | 1861 | 1833 |

1. ↑  Een '-' betekent dat het nummer niet was genoteerd en een vetgedrukt getal geeft de hoogste notering aan.
2. ↑  2009 was het eerste jaar met een notering voor dit nummer.